# Nanteuil-le-Haudouin
Nanteuil-le-Haudouin è un comune francese di 3 511 abitanti situato nel dipartimento dell'Oise della regione dell'Alta Francia, sede anticamente di una abbazia di cui fu priore commendatario il botanico François Rozier.

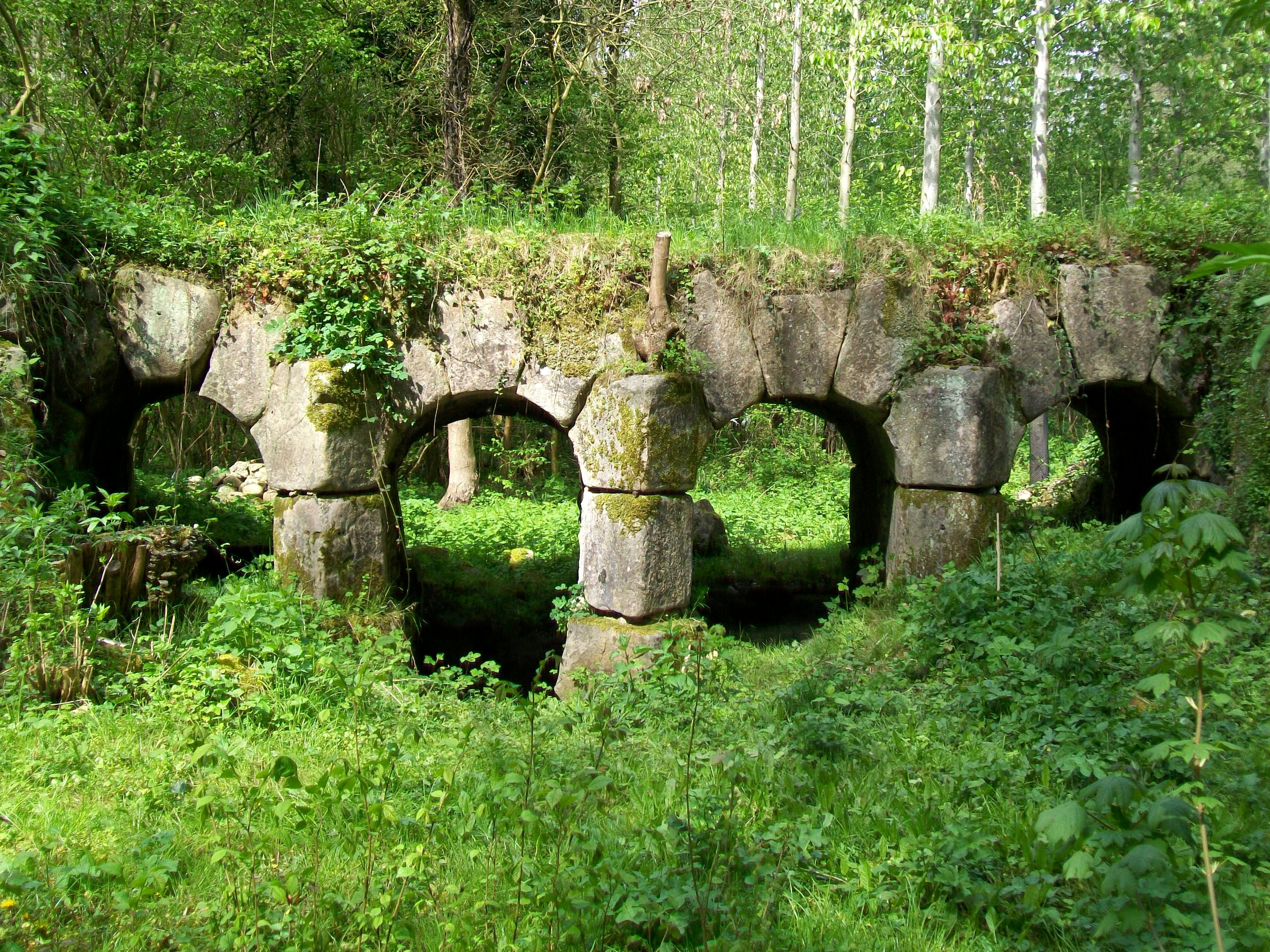
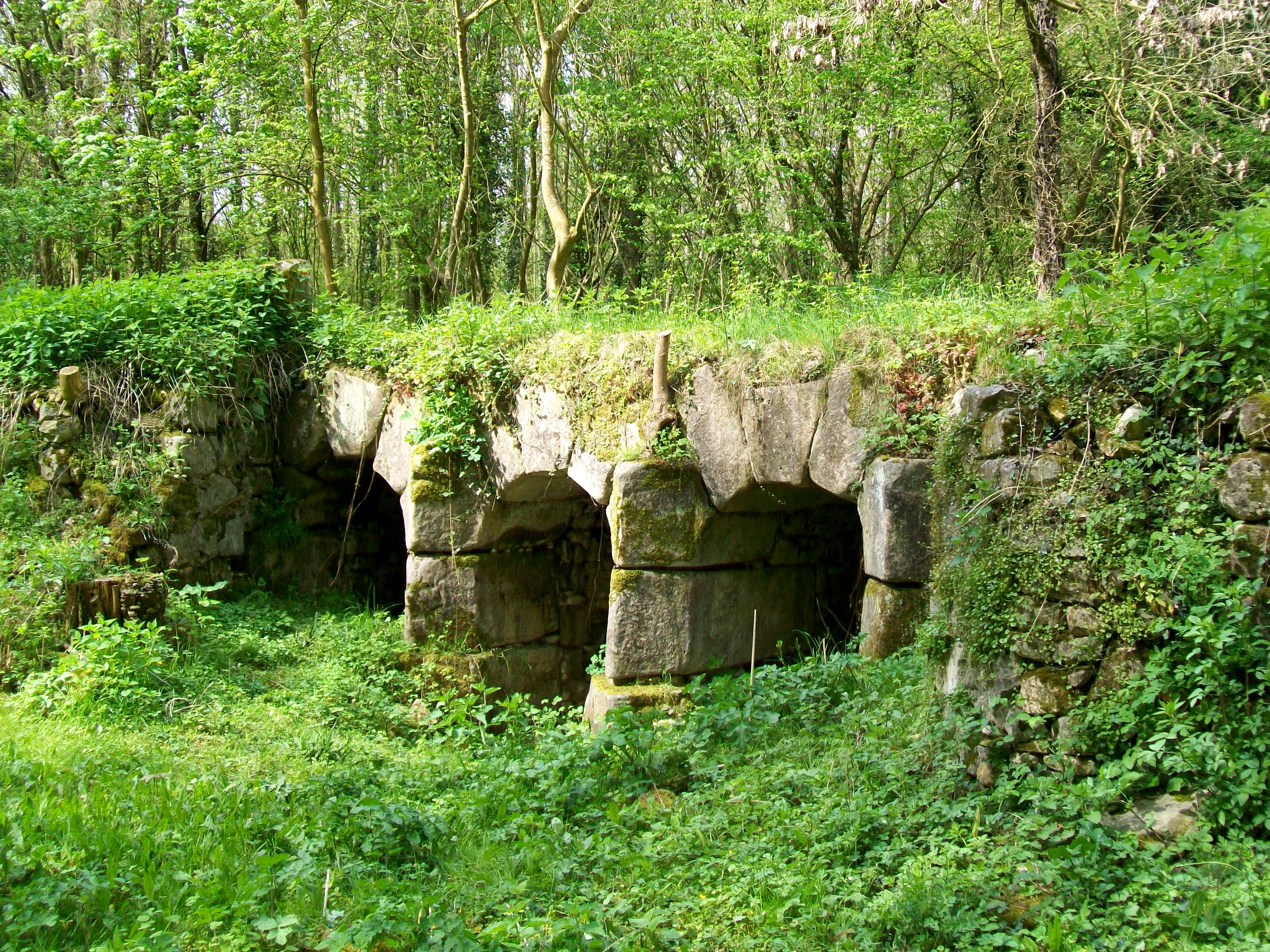
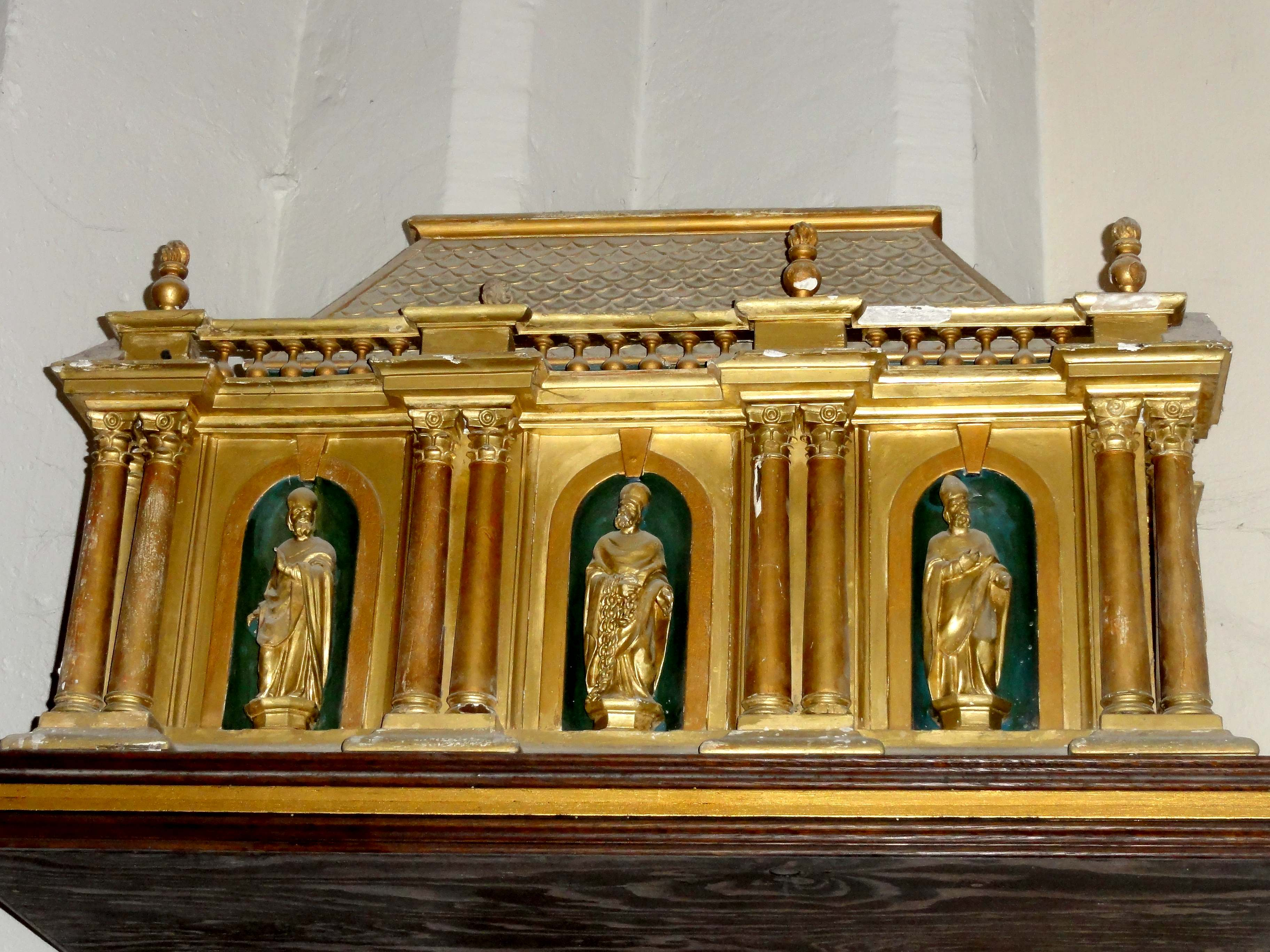
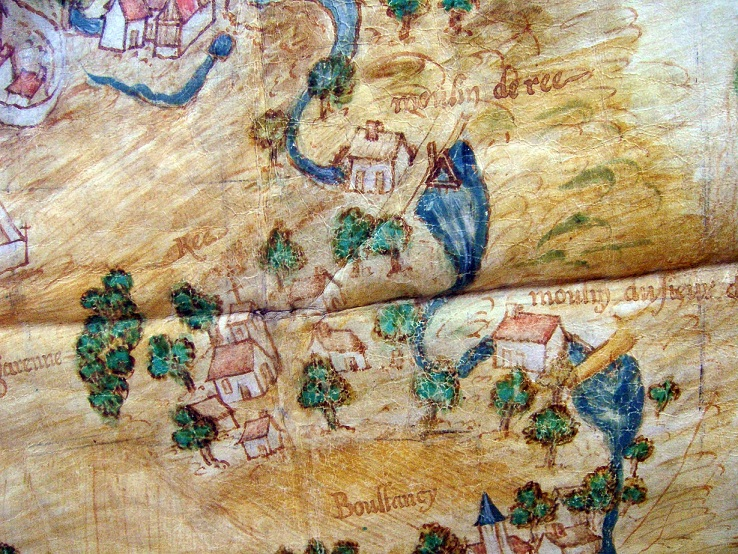
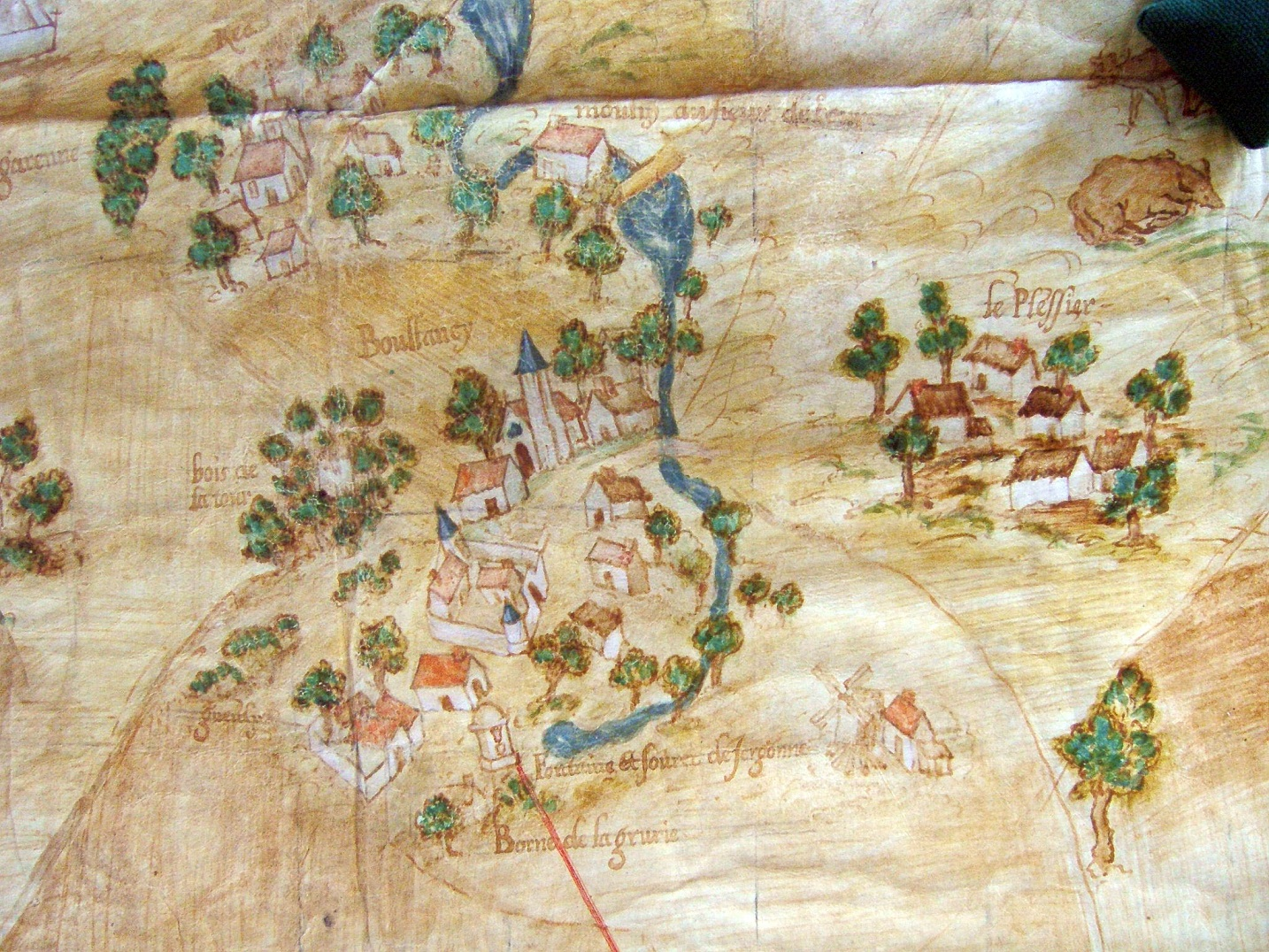

## Società

### Evoluzione demografica
Abitanti censiti